# Palla al centro per Rudy (album)
Palla al centro per Rudy è un album di Cristina D'Avena dedicato alla serie animata omonima, pubblicato nel 1988. Il brano "Palla al centro per Rudy" era la sigla dell'anime omonimo, scritta da Alessandra Valeri Manera su musica e arrangiamento di Vincenzo Draghi. La base musicale di questo brano fu utilizzata anche per la sigla francese "But pour Rudy" (1989), per quella spagnola "Supergol" (1991) e per quella tedesca "Kickers" (1992). 
La base musicale della 2ª traccia C'è la partita fu utilizzata anche per la sigla francese de La regina dei mille anni, "La Reine du fond des temps" (1991). La base musicale della 4ª traccia Che grande goleador, fu utilizzata anche per la sigla francese di Pollon, "La petite Olympe et les dieux" (1989). 
La cantante Mina, nel 1994, inciderà ed inserirà nell'album Canarino mannaro una cover del brano Sempre attento al regolamento, cambiandone per l'occasione il testo ed il titolo, che divenne Tu dimmi che città.

## Tracce
Lato A
1. Palla al centro per Rudy (Alessandra Valeri Manera/Vincenzo Draghi)
2. C'è la partita (Alessandra Valeri Manera/Vincenzo Draghi)
3. Le scarpe al chiodo appenderai (Alessandra Valeri Manera/Massimiliano Pani)
4. Che grande goleador (Alessandra Valeri Manera/Vincenzo Draghi)
5. Rudy, siamo tutti qui per te (Alessandra Valeri Manera/Massimiliano Pani)

Lato B
1. Ale' - oo (Alessandra Valeri Manera/Vincenzo Draghi)
2. L'allenamento (Alessandra Valeri Manera/Vincenzo Draghi)
3. Sempre attento al regolamento (Alessandra Valeri Manera/Massimiliano Pani)
4. Forse diverrai un campione (Alessandra Valeri Manera/Massimiliano Pani)
5. Palla al centro per Rudy (strumentale) (Alessandra Valeri Manera/Vincenzo Draghi)